# Adelpharctos
Adelpharctos — викопний рід ссавців з родини ведмедевих. Рід містить два види: Adelpharctos ginsburgi, Adelpharctos mirus. Викопні рештки знайдено у Франції та Швейцарії в олігоценових шарах.